# Веллингтон (остров)
Веллингтон (исп. Isla Wellington) — остров, расположенный в Тихом океане. Один из крупнейших островов Чилийского архипелага, административно относится к области Магальянес-и-ла-Антарктика-Чилена. Остров входит в список ста пятидесяти самых больших островов Земли по площади и имеет материковое происхождение, являясь продолжением Береговой Кордильеры. Площадь острова 5556 км². Население порядка 250 человек.

## География
Наивысшая точка — 1463 метров над уровнем моря. Представляет собой холмистую с оврагами поверхность, покрытую редкими лесами. Берега крутые с многочисленными фьордами. Климат холодный, умеренно дождевой, осадков до 9000 мм в год. Высокая атмосферная облачность, ясные дни очень редки, средняя температура воздуха — +9 °C.

## История
Был открыт европейцами после 1520 года с открытием Магелланова пролива. Около 6000 лет назад был заселён индейцами племени алакалуфы, ведшим кочевой образ жизни. Остатки народа проживают в единственном на острове поселении — Иден.